# ギフチョウの里〜ひだ金山清流マラソン大会

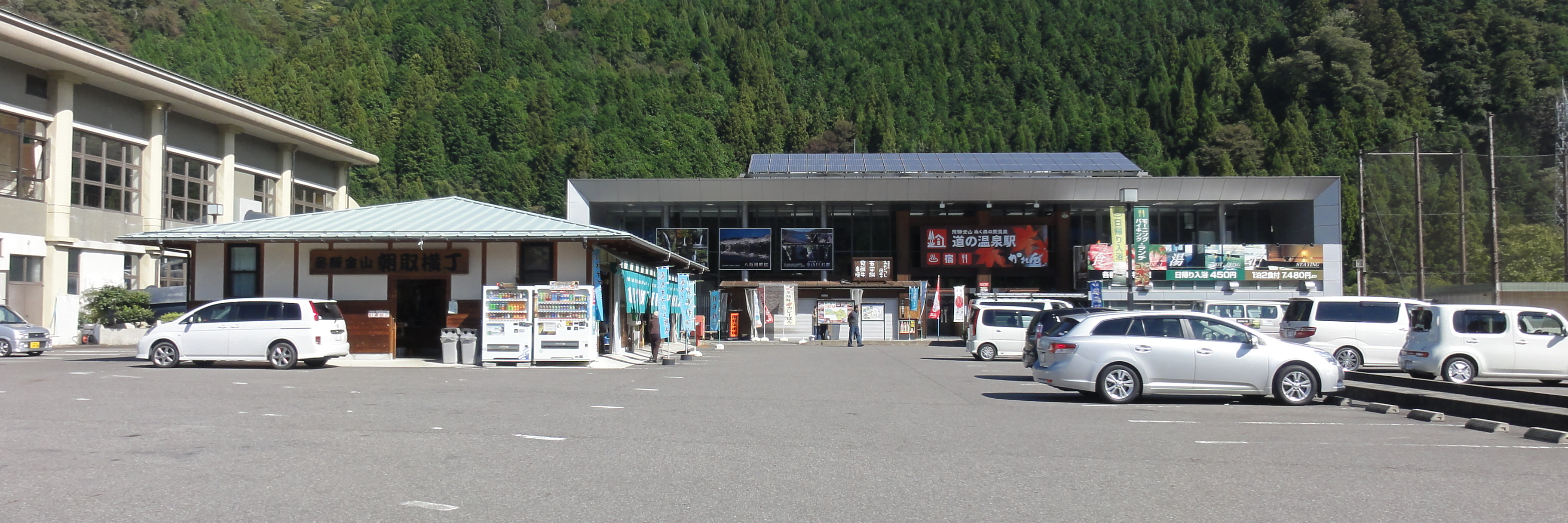
道の駅飛騨金山ぬく森の里温泉

ひだ金山清流マラソン（ひだかなやませいりゅうマラソン）は、岐阜県下呂市金山町の道の駅飛騨金山ぬく森の里温泉に隣接する、下呂市金山リバーサイドスポーツセンターをスタート・ゴールとして行われているマラソン大会。

## 概要
- 毎年11月に、道の駅飛騨金山ぬく森の里温泉を起点に馬瀬川第二ダム手前までの折り返しで行われるハーフ21,0975km、そのほかクォーター10,5km、ミニマラソン4,2km、ミニハーフ2,1kmの各コースのマラソン大会。ミニマラソンコースとミニハーフマラソンコースは、下呂市金山リバーサイドスポーツセンター周辺の道路、岐阜県道86号金山明宝線と馬瀬川沿い及び金山町市街地の市道を利用して行う。
- ミニハーフマラソンコースを除く各部で6位までの入賞者や連続出場者を表彰し、参加記念品のほか記録証を即日発行する。
- 新型コロナウイルス感染症（COVID-19）の世界的流行を受けて、2020年～2022年は開催が延期された。

## アクセス
- 下呂市金山リバーサイドスポーツセンターへは国道41号の下妙見町交差点より岐阜県道86号金山明宝線に入り約1分。(参加者駐車場あり・無料)
- JR高山本線飛騨金山駅からは、コミュニティバス(げろバス金山)のほか大会当日は無料のシャトルバス運行がある。

## 周辺
- 農産物直売所(あさどり横丁)
- 下呂市立金山病院
- 横谷峡
- 美濃東部広域農道

## 関連団体
主催
- 下呂市

共催
- 株式会社中日新聞社

主管
- ひだ金山清流マラソン実行委員会
- 下呂市陸上競技協会

後援
- 岐阜県
- 岐阜県教育委員会
- 下呂市スポーツ協会

協力
- 関信用金庫
- 下呂警察署
- 下呂市消防本部
- 金山町商工会
- 金山町観光協会
- 金山町内協力団体　など